# Rafał Przeciszewski
Rafał Przeciszewski herbu Grzymała – ciwun berżański w latach 1765–1779, ciwun wieszwiański w latach 1752–1765, krajczy żmudzki w latach 1744–1752.
Był elektorem Stanisława Augusta Poniatowskiego w 1764 roku z Księstwa Żmudzkiego.